# 国民革命军暂编第二军
国民革命军暂编第二军，简称为“暂二军”，在历史上先后3次组建。

## 国民二军李纪才部组成的第1个暂编第二军
1920年陕西督军陈树藩下台，陕军第二师独立骑兵营营长李纪才率部投奔靖国军，历任暂编陕西陆军第一师步兵第二旅补充团团长、第二旅旅长、陕西陆军第一混成旅旅长，随胡景翼参加两次直奉战争。1924年甲子政变后在胡景翼国民二军任第一师第二旅旅长。1925年胡景翼病故，岳维峻接任国民二军军长兼河南督办，李为第九师师长兼开封警备司令。1925年，岳维峻与浙督孙传芳决定联合进攻山东奉军。李担任徐州以北战场的东路总指挥，率两师、三旅、一个炮兵团，克曹州，进兖州，取泰安，直抵济南。此时，前方将领意见不和，加上部队普遍对岳维峻不满，师旅长纷纷率部倒戈。李见势不妙，急忙撤回开封。1927年北伐军将该部改编为国民革命军暂编第二军，李纪才任军长。1927年李部在湖北老河口被冯玉祥改编为第二集团军第十九军任军长。后缩编为国民革命军新编第五师师长兼鄂北清乡司令、襄樊警备司令。调任国民革命军总司令部参议。

## 广东部队组成的第2个暂编第二军
1939年11月，广东挺进第3、第7、第8纵队和广东保安处直属部队和保安团等部在肇庆合编组建暂编第二军，作为机动部队，隶属第四战区，参加了1939年冬季攻势作战：
- 军长邹洪（廣東省保安處長，保定军官学校第八期炮兵科，与陈诚、罗卓英为同期同科同学）
- 副军长古鼎华（广东第一区行政督察专员兼保安司令，辖南、番、顺、中、东、新、台、开、恩等县。保定军官学校第八期骑兵科）
- 军参谋长张简荪（保定军官学校第八期工兵科）
- 预备第6师，师长郭礼伯（江西省军管区副司令，黄埔一期）/吴德泽（保定军官学校第六期步科）
- 暂编第7师，师长王作华（旅长，黄埔二期炮科）
- 暂编第8师，师长张君嵩（广东财政特派员公署税警总团总团长，黄埔一期）

1940年1月，暂二军尚未编配妥善，就投入粤北战役，击溃从广州北犯之日军，收复英德、清远等地。1940年9月至1941年，隶属第七战区。1941年2月克服广州郊区重镇芦苞。1941年10月，参加了第二次长沙会战，奉命北上驰援，参与阻击日军对长沙的威胁。太平洋战争爆发后，南下至惠州准备入香港参战，未果后撤退至韶关。1942年，隶属第35集团军。1942年4月，邹洪调任第35集团军副总司令，副军长古鼎华继任军长，国民革命军第一百军副军长詹中言改任暂编第二军副军长。
1943年，由国民政府军事委员会直辖，参加了常德会战。1944年2月，军长古鼎华调任粤桂边区总指挥，中央陆军军官学校第3分校主任沈发藻继任军长，副军长詹中言、张简荪兼任肇清师管区司令。从1944年4月至1945年8月，隶属第七战区，参加了长衡会战和湘粤赣边区作战等。抗日战争结束后1945年8月该军被裁减。

## 保定绥署以伪军改编的第3个暂编第二军
1948年初，保定绥靖公署将所属一部分部队改编为暂编第31师、暂编第32师、暂编第33师，组建暂编第二军，驻守保定。1948年9月暂编第二军改番号为第一百零一军。